# Príamo

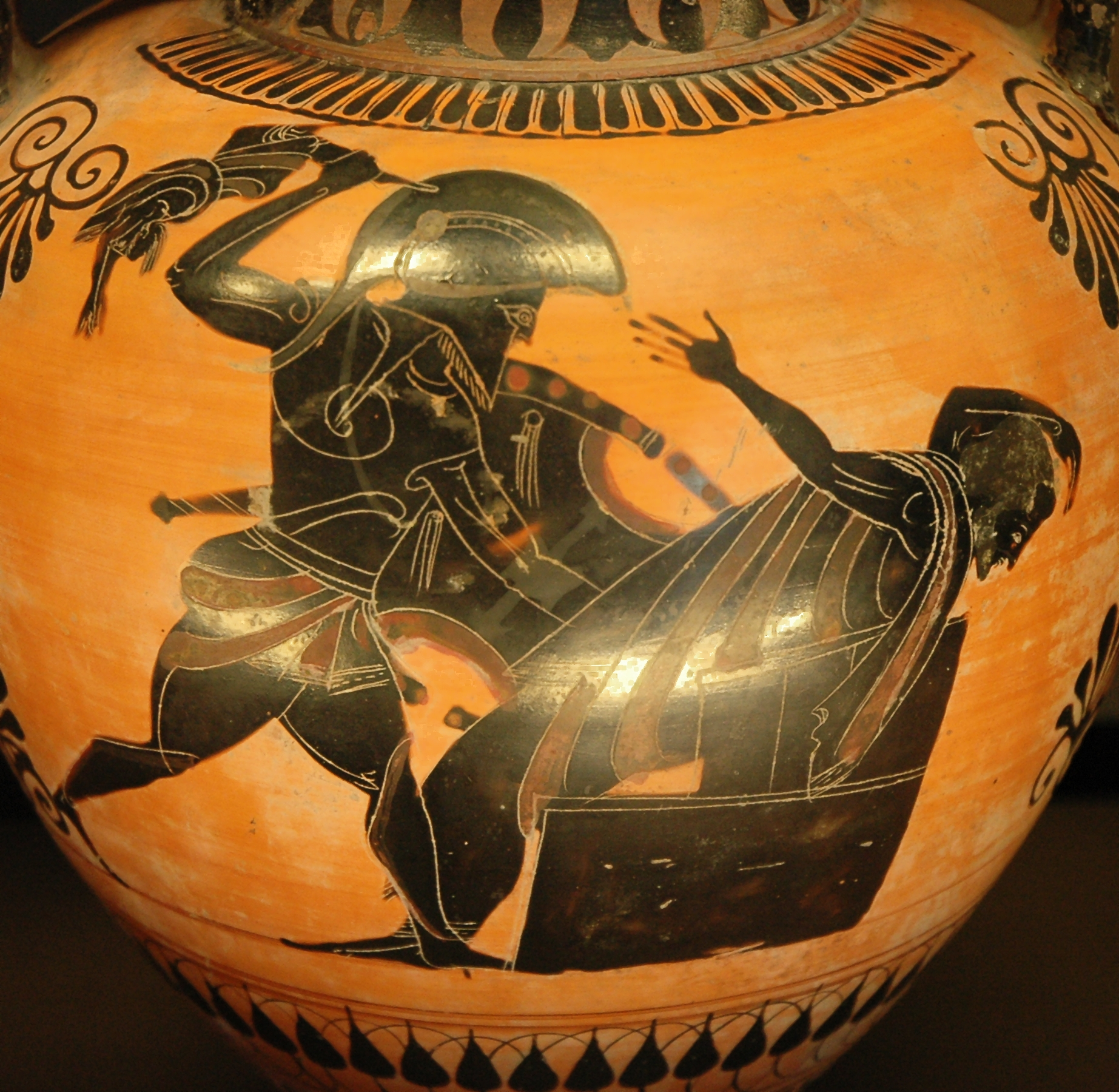
Muerte de Príamo a manos de Neoptólemo, hijo de Aquiles, ánfora ática de figuras negras, h. 520-510 a. C., Museo del Louvre

En la mitología griega, Príamo (griego antiguo Πρίαμος Príamos) fue el rey mítico de Troya en la época de la guerra de Troya. Fue hijo de Laomedonte y de la ninfa Estrimón, hija del Escamandro. Según Heródoto, bajo su reinado los troyanos se negaron a devolver a Helena a los griegos debido al rapto de Medea por parte de estos últimos. Dares Frigio lo describe como de «rostro hermoso, corpulento, de voz dulce, de cuerpo moreno».

## Mito
Según Apolodoro, primero se llamó Podarces (griego antiguo Ποδάρκης, Podárkês, «pies ligeros»). 
Cuando era aún un niño, Heracles salvó a su hermana Hesíone de ser devorada por un monstruo marino que había enviado Poseidón. Laomedonte no quiso pagar la recompensa prometida y Heracles, enfurecido, lanzó una ofensiva contra Troya y mató a toda la familia real. Podarces fue salvado por su hermana para no ser convertido en esclavo, quien pagó por él un precio simbólico: su velo. En lo sucesivo, el niño sería conocido como Príamo. Algunos estudiosos derivan su nombre del luvita Priimuua, que significa "excepcionalmente valiente". Según Apolodoro el nombre deriva de príamai, que significa «comprar».
Luchó de joven con los frigios contra las Amazonas. Muy joven aún, se hizo cargo del reino y —poco a poco— fue extendiendo su poder por toda la región, hasta tal punto que Troya llegó a ser conocida como "La dueña de Asia".

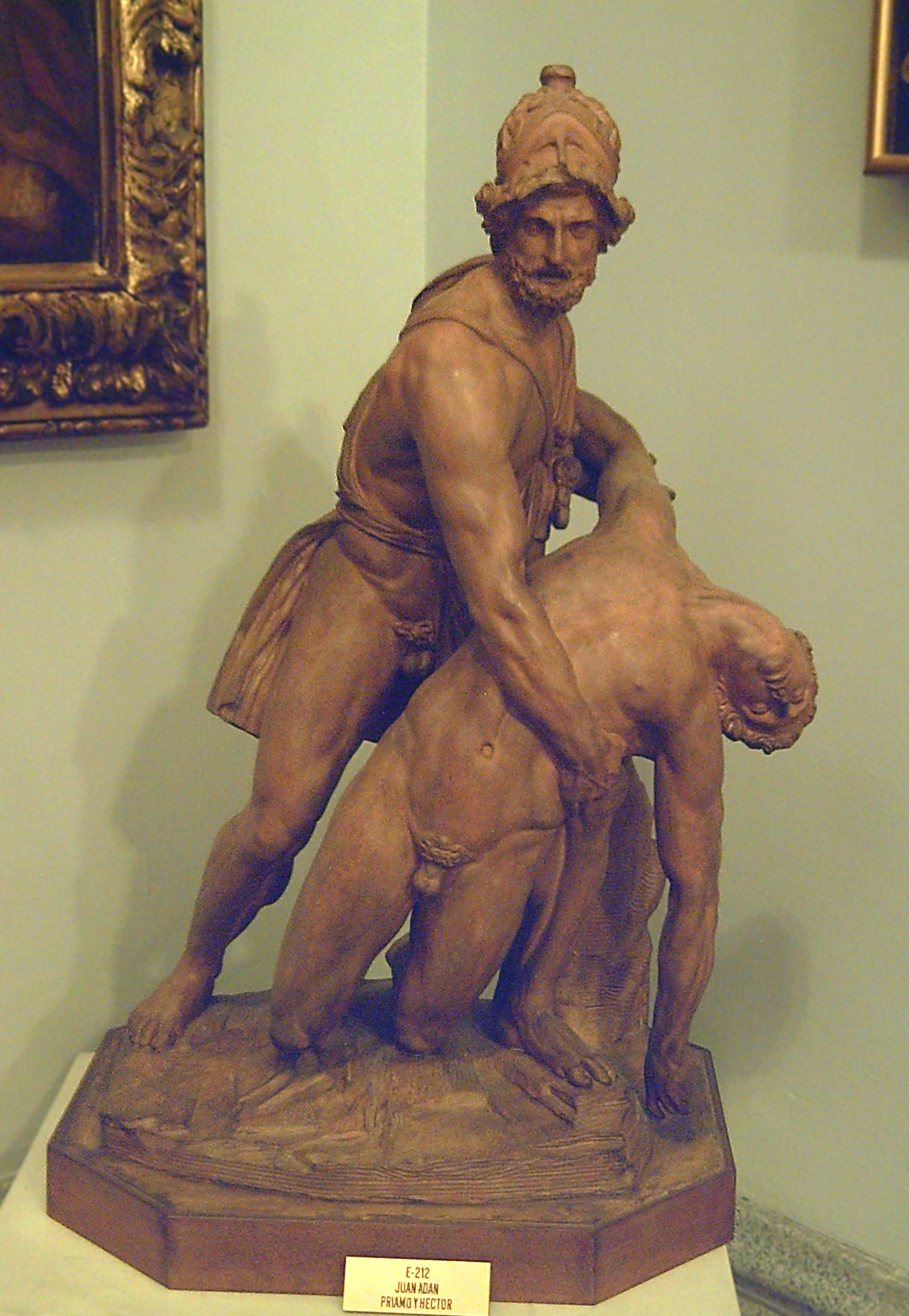
Príamo y Héctor, escultura de Juan Adán (s. XVIII, R.A.B.A.S.F., Madrid)

Príamo se casó primero con Arisbe, hija de Mérope, que le dio un hijo, Ésaco. Pero la abandonó y se casó en segundas nupcias con Hécuba. De Hécuba, Príamo tuvo una descendencia muy numerosa, —cincuenta hijos, según algunas versiones—, entre quienes se encontraban Héctor, Paris, Héleno, Deífobo, Troilo y Casandra.
Bajo su mandato se desarrolló la legendaria guerra de Troya, contra los griegos que reclamaban la devolución de Helena. 
Es descrito en la Ilíada dando pruebas de una inmensa bondad y de una justicia ejemplar. Al contrario que sus consejeros, no culpó a Helena de la guerra (ver teicoscopía).
Príamo era demasiado viejo para tomar parte en los combates y debió limitarse a presidir los consejos. Uno a uno vio perecer a sus hijos. Su dolor llegó al paroxismo al matar Aquiles a Héctor en combate singular delante de las murallas de Troya, para luego arrastrar su cuerpo por el polvo. El anciano rey, humillado, acudió al campo enemigo al encuentro del vencedor, para suplicarle la devolución del cadáver de su hijo a cambio de un elevado rescate. El encuentro de Aquiles y de Príamo es uno de los pasajes más conmovedores de la Ilíada (Canto XXIV). Según Apolodoro e Higino, Príamo fue muerto por Neoptólemo, el hijo de Aquiles.
Cuando Troya cayó, presa del fuego, Príamo quiso tomar las armas para intentar una defensa desesperada, pero su esposa Hécuba lo arrastró hasta el altar de Zeus, al fondo del palacio, para ponerlo bajo la protección del dios. 
Neoptólemo, el hijo de Aquiles, lo degolló sin piedad al descubrir su escondite.

### Descendencia
Es conocido por haber tenido una numerosa progenie, según la Ilíada, tuvo en total 50 hijos y 12 hijas, pero Homero no cita más que a 23 hijos y dos hijas. En cuanto a Apolodoro, proporciona una lista de 46 hijos (o 47, según se cuente o no a Troilo, al que se considera hijo de Hécuba y de Apolo) y ocho hijas. Higino da 55 nombres.
En la siguiente tabla, cuando se menciona un nombre por uno de los autores, la celda está coloreada y si ha precisado el nombre de su madre aparece en la celda y si no la menciona se indica con inc..
|               | Homero    | Apolodoro      | Higino | Destino durante la guerra de Troya |
| ------------- | --------- | -------------- | ------ | --- |
| Agatón        | inc.      | inc.           | inc.   | s/o |
| Ántifo        | inc.      | s/o            | s/o    | prisionero de Aquiles y liberado mediante rescate, muerto por Agamenón (Ilíada xi, 101-120)                                                                  |
| Antífono      | inc.      | Hécuba         | s/o    | s/o |
| Antínoo       | s/o       | s/o            | inc.   | s/o |
| Áreto         | s/o       | inc.           | inc.   | s/o |
| Arquémaco     | s/o       | inc.           | inc.   | s/o |
| Ascanio       | s/o       | inc.           | inc.   | s/o |
| Astígono      | s/o       | inc.           | s/o    | s/o |
| Astínomo      | s/o       | s/o            | inc.   | s/o |
| Atas          | s/o       | inc.           | s/o    | s/o |
| Axión         | s/o       | s/o            | inc.   | s/o |
| Biante        | s/o       | inc.           | s/o    | s/o |
| Biantes       | s/o       | s/o            | inc.   | s/o |
| Cebríones     | inc.      | inc.           | inc.   | cochero de Héctor, muerto por Patroclo (Ilíada xvi,726-745)                                                                                                  |
| Clonio        | s/o       | inc.           | s/o    | s/o |
| Cromio        | inc.      | inc.           | inc.   | prisionero de Diomedes (Ilíada v, 59), muerto por Áyax (Fábulas, 113)                                                                                        |
| Crisolao      | s/o       | s/o            | inc.   | s/o |
| Deyopites     | s/o       | inc.           | inc.   | s/o |
| Deífobo       | inc.      | Hécuba         | Hécuba | herido por Meriónes (Ilíada xiii, 516-539), muerto por Menelao (Epítome v, 22) (Fábulas, 113)                                                                |
| Democoonte    | inc.      | inc.           | s/o    | muerto por Ulises (Ilíada iv, 494-504) |
| Dío           | inc.      | s/o            | inc.   | s/o |
| Dolón         | s/o       | s/o            | inc.   | muerto por Diomedes (Fábulas, 113) |
| Doriclo       | inc.      | inc.           | inc.   | muerto por Áyax (Ilíada, xi, 489) |
| Dríope        | inc.      | inc.           | inc.   | muerto por Aquiles (Ilíada, xx, 455) |
| Egeoneo       | s/o       | inc.           | s/o    | s/o |
| Equefrón      | s/o       | inc.           | s/o    | s/o |
| Equemón       | inc.      | inc.           | s/o    | prisionero de Diomedes (Ilíada, v, 159) |
| Ésaco         | s/o       | Arisbe         | s/o    | s/o |
| Evágoras      | s/o       | inc.           | inc.   | s/o |
| Evandro       | s/o       | inc.           | inc.   | s/o |
| Filemón       | s/o       | inc.           | s/o    | s/o |
| Glauco        | s/o       | inc.           | s/o    | s/o |
| Gorgitión     | Castanira | inc.           | inc.   | muerto por Teucro (Ilíada, viii, 302) |
| Héctor        | Hécuba    | Hécuba         | inc.   | en La Ilíada mata a 28 guerreros griegos, uno de ellos Patroclo (Ilíada, xvi, 820), muerto por Aquiles (Ilíada, xxii, 317-370)                               |
| Héleno        | Hécuba    | Hécuba         | inc.   | herido por Menelao (Ilíada, xiii, 581-600), capturado por los griegos, les revela los oráculos que permiten la caída de Troya (Epítome, v, 9-10)             |
| Hero          | s/o       | s/o            | inc.   | s/o |
| Hípaso        | s/o       | s/o            | inc.   | s/o |
| Hiperión      | s/o       | inc.           | s/o    | s/o |
| Hipéroco      | s/o       | inc.           | inc.   | s/o |
| Hipodamante   | s/o       | inc.           | s/o    | s/o |
| Hipónoo       | s/o       | Hécuba         | s/o    | s/o |
| Hipótoo       | inc.      | inc.           | inc.   | s/o |
| Idomeneo      | s/o       | inc.           | s/o    | s/o |
| Ílago         | s/o       | s/o            | inc.   | s/o |
| Isos          | inc.      | s/o            | s/o    | prisionero de Aquiles y liberado mediante rescate, muerto por Agamenón (Ilíada, xi,101-120)                                                                  |
| Laódoco       | s/o       | inc.           | s/o    | s/o |
| Licaón        | Laótoe    | inc.           | s/o    | capturado por Aquiles y vendido como esclavo, conseguirá escapar (Ilíada, xxi, 34-41), muerto por Aquiles (Ilíada, xxi, 110-138)                             |
| Lísides       | s/o       | s/o            | inc.   | s/o |
| Lisítoo       | s/o       | inc.           | s/o    | s/o |
| Melanipo      | s/o       | inc.           | s/o    | s/o |
| Méstor        | inc.      | inc.           | inc.   | muerto durante la guerra (Ilíada, xxiv, 255); muerto por Aquiles (Epítome, iii, 32,S)                                                                        |
| Milio         | s/o       | inc.           | s/o    | s/o |
| Nereide       | s/o       | s/o            | inc.   | s/o |
| Palemón       | s/o       | s/o            | inc.   | s/o |
| Pamón         | inc.      | Hécuba         | s/o    | s/o |
| Paris         | Hécuba    | Hécuba         | Hécuba | hiere a Diomedes (Ilíada, xi, 369-392), Héctor profetiza que matará a Aquiles (Ilíada, xxii, 360), muerto por Filoctetes (Biblioteca mitológica, iii, 12, 6) |
| Polidoro      | Laótoe    | Hécuba         | Hécuba | el más joven de los hijos de Príamo y muerto por Aquiles (Ilíada, xx, 407-420); salvado por su hermana Iliona (Fábulas, 109)                                 |
| Polimedonte   | s/o       | inc.           | inc.   | s/o |
| Polimelo      | s/o       | s/o            | inc.   | s/o |
| Polites       | inc.      | Hécuba         | inc.   | salva a su hermano Deífobo (Ilíada, xiii, 533-539) |
| Proneo        | s/o       | s/o            | inc.   | s/o |
| Protodamante  | s/o       | s/o            | inc.   | s/o |
| Quersidamante | s/o       | inc.           | s/o    | s/o |
| Quirodamante  | s/o       | s/o            | inc.   | s/o |
| Telestas      | s/o       | inc.           | s/o    | s/o |
| Troilo        | inc.      | Hécuba (Apolo) | inc.   | muerto en el curso de la guerra (Ilíada, xxiv, 257), Aquiles le tiende una trampa y le mata (Epítome, iii, 32,S)                                             |

En la siguiente tabla, cuando se menciona un nombre por uno de los autores, la celda está coloreada y si precisa el nombre de su madre aparece esta en la celda, si no se indica con la mención inc..
|             | Homero | Apolodoro | Higino | Destino durante la guerra de Troya                                                                                            |
| ----------- | ------ | --------- | ------ | --- |
| Aristodeme  | s/o    | inc.      | s/o    | s/o |
| Casandra    | Hécuba | Hécuba    | Hécuba | violada por Áyax el Menor (Epítome, v, 22); esclavizada por Agamenón y muerta por su mujer Clitemnestra (Odisea, xi, 421-426) |
| Creúsa      | s/o    | Hécuba    | inc.   | s/o |
| Ilíona      | s/o    | s/o       | inc.   | s/o |
| Laódice     | Hécuba | Hécuba    | inc.   | s/o |
| Lisímaca    | s/o    | inc.      | s/o    | s/o |
| Medesicaste | inc.   | inc.      | s/o    | s/o |
| Medusa      | s/o    | inc.      | inc.   | s/o |
| Políxena    | s/o    | Hécuba    | inc.   | degollada sobre la tumba de Aquiles (Epítome, v, 23) (Fábulas, 110)                                                           |